# Tarta de melaza

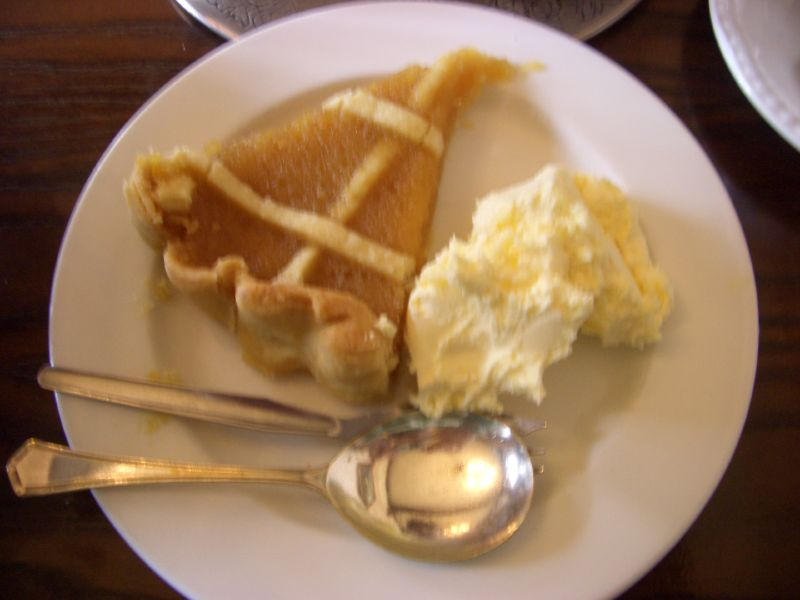
Tarta de melaza con nata.

La tarta de melaza es un postre tradicional inglés. Se elabora usando pasta quebrada con un relleno hecho de sirope dorado, crema, mantequilla y pan rallado. La tarta suele servirse caliente o templada con una porción de nata, crema o natillas.
- Datos: Q7836557
- Multimedia: Treacle tarts / Q7836557